# Cancer Research
Cancer Research est un journal scientifique publié par l'« Association américaine pour la recherche sur le cancer » (American Association for Cancer Research). Il publie des articles de recherche originale sur le cancer et les sciences biomédicales relatives au cancer. Les premiers numéros furent publiés en 1941.